# تشارلز موران (رجل أعمال)
تشارلز موران (بالإنجليزية: Charles Moran)‏ هو شخصية أعمال أمريكي، ولد في 31 أكتوبر 1811 في إقليم بروكسل العاصمة في بلجيكا، وتوفي في 22 يوليو 1895.